# Svend Dahl
Svend Dahl (ur. 24 września 1887 – zm. 15 listopada 1963) – duński historyk książki, bibliotekoznawca i bibliograf.
Od 1907 był pracownikiem bibliotek: Uniwersyteckiej (kierownik w latach 1925–1944) i Królewskiej (kierownik 1943–1952) w Kopenhadze. Organizator bibliotek powszechnych i ich administrator generalny. Był autorem podręczników, bibliografii, a także współredagował duński słownik biograficzny (1933–1944).

## Twórczość
Svend Dahl, "Dzieje książki", red. Bronisław Kocowski ; przekł. dokonali [z duń.] Eugeniusz Garbacik, [z niem.] Tadeusz Zapiór i [z fr.] Helena Devechy ; tekst uzup. dziejami książki słowiańskiej Karol Heintsch, dziejami książki polskiej Aleksander Birkenmajer [et al.]. Wrocław : Ossolineum, 1965.